# Perry Hall
Perry Hall – jednostka osadnicza w Stanach Zjednoczonych, w stanie Maryland, w hrabstwie Baltimore.